# Polarização CC
A Polarização CC, Polarização de Corrente Contínua (em inglês: DC Bias ou DC Offset), é aquilo que se aplica a um sinal de CA de forma a que todas as partes tenham a mesma polaridade. Pode também ser descrito como o valor médio da Forma de onda. Uma das principais áreas de utilização é na amplificação de sinais. No caso dos microfones o sinal áudio produzido pelo seu detetor é um sinal de CA, com polaridades positivas e negativas em momentos diferentes. Como um transistor não pode amplificar simultaneamente tensões negativas e positivas, tem de ser aplicada a polarização CC ao sinal de forma a eliminar uma das partes positivas ou negativas. Desta forma o transistor pode amplificar o sinal e após a amplificação, o componente de CC pode ser removido. 